# 붉은배여우원숭이
붉은배여우원숭이 (Eulemur rubriventer)는 중간 크기의 원원류 원숭이로 화려한 밤색 털을 지니고 있다. 이 여우원숭이의 원 서식지는 마다가스카르섬 동부 지역의 우림이며, 특이한 것은 눈 아래의 흰색 피부 반점으로 특히 수컷에게 일종의 "눈물 방울" 효과가 뚜렷하게 나타난다.